# Genista
Genre
Classification phylogénétique
Genista est un genre de plantes à fleurs de la famille des Fabaceae. Ce sont des arbrisseaux ou de sous-arbrisseaux. Ses espèces sont généralement appelées « genêt ». D'autres espèces de genêts se classent cependant dans le genre Cytisus comme Cytisus scoparius, le genêt à balais.

## Dénominations et systématique

### Liste d'espèces
Selon Catalogue of Life (1er avril 2012) :
- Genista abchasica
- Genista acanthoclada
- Genista aetnensis (Raf. ex Biv.) DC.
- Genista albida
- Genista anatolica
- Genista anglica L.
- Genista angustifolia
- Genista arbusensis
- Genista aristata
- Genista armeniaca
- Genista aspalathoides
- Genista aucheri
- Genista balearica
- Genista berberidea
- Genista burdurensis
- Genista cadasonensis
- Genista canariensis L.
- Genista capitellata
- Genista carinalis
- Genista carpetana
- Genista cephalantha
- Genista cinerascens
- Genista cinerea (Vill.) DC.
- Genista clavata Poir.
- Genista compacta
- Genista corsica
- Genista cupanii
- Genista depressa
- Genista desoleana
- Genista dorycnifolia
- Genista ephedroides DC.
- Genista falcata Brot.
- Genista fasselata
- Genista ferox Poir.
- Genista flagellaris
- Genista florida L.
- Genista fukarekiana
- Genista gasparrinii
- Genista germanica L.
- Genista haenseleri
- Genista halacsyi
- Genista hassertiana
- Genista hillebrandtii
- Genista hirsuta
- Genista hispanica L.
- Genista holopetala
- Genista humifusa
- Genista hystrix Lange
- Genista ifniensis
- Genista involucrata
- Genista januensis
- Genista juzepczukii
- Genista kolakowskyi
- Genista libanotica
- Genista linifolia L.
- Genista lobelii
- Genista lucida
- Genista lydia Boiss.
- Genista maderensis (Webb & Berthel.) Lowe
- Genista majorica
- Genista melia
- Genista michelii
- Genista micrantha
- Genista microcephala Coss. & Durieu
- Genista microphylla
- Genista millii
- Genista mingrelica
- Genista monspessulana (L.) L.A.S.Johnson
- Genista morisii
- Genista mugronensis
- Genista nissana
- Genista numidica
- Genista obtusiramea
- Genista osmariensis
- Genista oxycedrina
- Genista paivae
- Genista parnassica
- Genista pilosa L.
- Genista polyanthos
- Genista pseudopilosa Coss.
- Genista pulchella Vis.
- Genista quadriflora
- Genista radiata (L.) Scop.
- Genista ramosissima (Desf.) Poir.
- Genista sagittalis L.
- Genista sakellariadis
- Genista salzmannii
- Genista sanabrensis
- Genista sandrasica
- Genista sardoa
- Genista scorpius (L.) DC.
- Genista scythica
- Genista segonnei
- Genista sericea
- Genista sessilifolia
- Genista sibirica (L.) [Syn. Genista tinctoria]
- Genista spachiana
- Genista spartioides
- Genista spinulosa
- Genista stenopetala Webb & Berthel.
- Genista suanica
- Genista subcapitata
- Genista sulcitana
- Genista sylvestris Scop.
- Genista taurica
- Genista tejedensis
- Genista tenera (Jacq. ex Murray) Kuntze

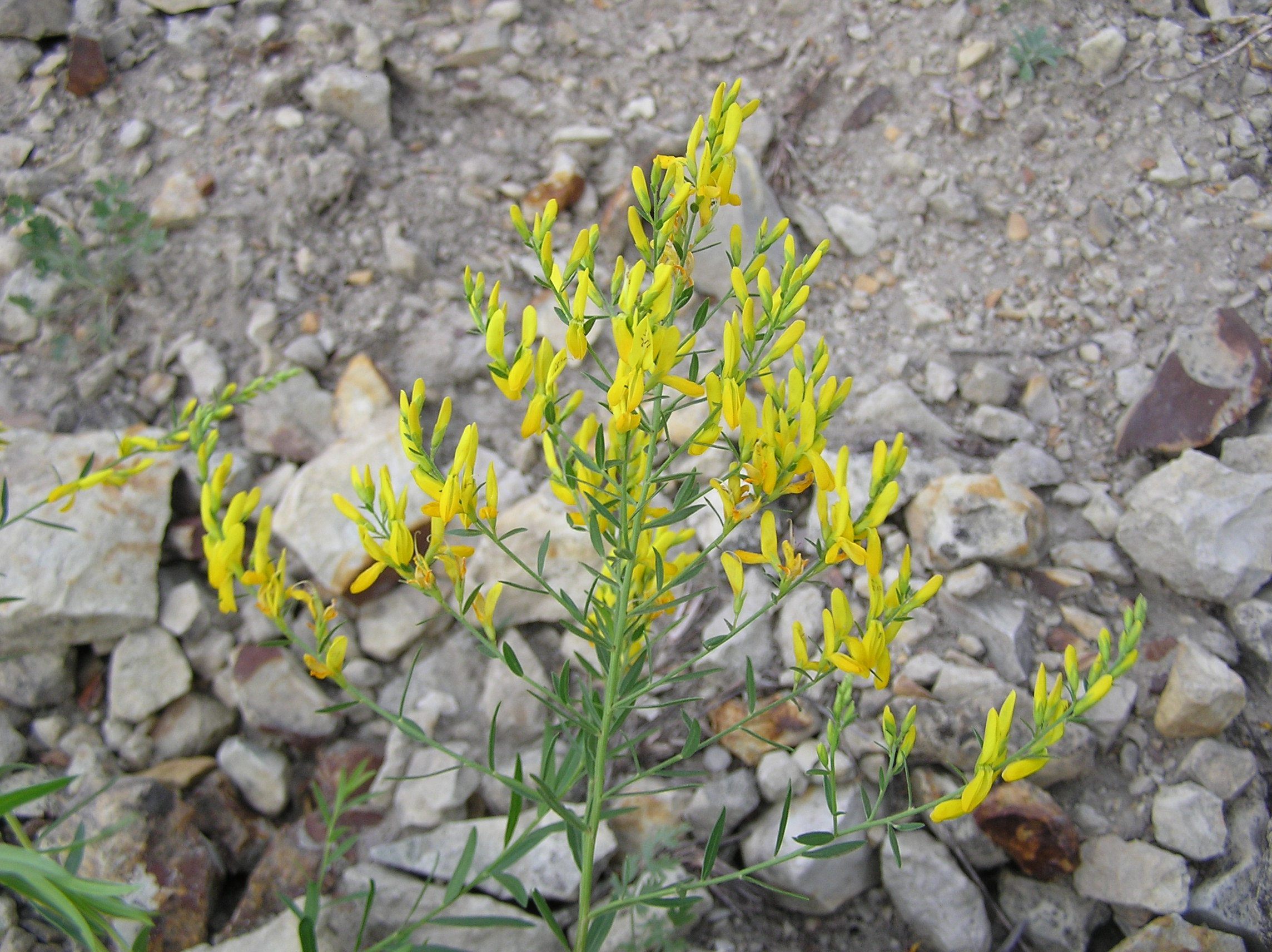
Genista sibirica

- Genista teretifolia
- Genista tetragona
- Genista thyrrena
- Genista tinctoria L.
- Genista toluensis
- Genista tournefortii Spach
- Genista transcaucasica
- Genista triacanthos Brot.
- Genista tricuspidata Desf.
- Genista tridens
- Genista tridentata L.
- Genista ulicina
- Genista umbellata (L'Hér.) Poir.
- Genista valentina
- Genista verae
- Genista versicolor

Voir aussi[réf. nécessaire] :
- Genista 'Porlock'
- Genista ×spachiana